# Природный парк Олений
Природный парк Олений имени Юрия Петровича Лихацкого — природный парк, который расположен в Краснинском районе Липецкой области близ сёл Суходол и Никольское. Находится в собственности ООО «Вавилово».

Создан в 2012 году как охотничье угодье. Сейчас здесь занимаются содержанием, разведением диких копытных животных, птиц в полувольных условиях. Охота запрещена. Для экологических туристов работает по типу сафари-парк. Территория занимает 1500 гектаров. В парк завезены для разведения европейский и пятнистый олень, муфлоны, косули и лани. На полях, пролесках также можно встретить естественных обитателей — лис, зайцев, бобров, сусликов. В парке много птиц и насекомых, большая популяция грибов.
Решением родственников, учредителя и коллег парк переименован в Природный парк Олений имени Юрия Петровича Лихацкого.

## Климат
Климат умеренно-континентальный с выраженными сезонами года, соответствует климату средней полосы Европейской России.

## Ландшафт
Местность представляет собой возвышенную равнину на восточном склоне Среднерусской возвышенности, сильно расчленённую балками и оврагами. С запада на восток Олений пересекает небольшая река Сухой Семенёк.

## Флора и фауна
Растёт здесь бересклет бородавчатый, лещина и крушина ломкая, дуб и берёзы, ивы. Отмечается высокое видовое разнообразие грибов и значительное количество редких. Зафиксировано 150 видов птиц. В природном парке Олений содержатся более 130 благородных оленей (Cervus elaphus) и 223 пятнистого оленя (Cervus Nippon), европейская лань (Cervus dama), европейский муфлон (Ovis musimon), европейская косуля (лат. Capreolus capreolus). Все эти животные находятся под наблюдением специалистов и содержатся вне клеток. Территория разделена на многокилометровые вольеры. Чтобы избежать скрещивания, пятнистый и благородный олень отделены друга от друга.

## Племенная работа
Парк занимается восстановлением вятской породы лошадей. Поголовье аборигенных лошадей достигает 100 голов. Неприхотливые лошади здесь пасутся свободно и не содержатся в конюшнях. Парк является членом международной ассоциации заводчиков оленей и диких копытных IDUBA.

## Научная и просветительская деятельность
С участием ученых и селекционеров-практиков регулярно проводятся конференции по проблемам сохранения местных (аборигенных) пород лошадей. Парк сотрудничает с учеными-исследователями. На постоянной основе изучается живая природа парка, видовое разнообразие, особенности биологии животных и птиц в условиях экологического хозяйства парка. По результатам исследований публикуются научные труды и издаются книги. На территории парка созданы этнографические и другие экспозиции. Одна из них — воссозданное старославянское святилище — капище. Или юрта — жилище кочевых народов.